# Heinrich Fürst
Heinrich Fürst (* 9. Dezember 1907 in Ludwigshafen; † 23. Dezember 2001 in Wuppertal) war ein deutscher Schauspieler bei Bühne und Fernsehen.

## Leben und Wirken
Fürst hatte an den Universitäten von Würzburg, Berlin und München Jura studiert. Diesem Studium schloss sich eine Referendarszeit an. Danach (1931) ließ er sich bei Kurt Horwitz zum Schauspieler ausbilden. Seinen Einstand am Theater gab Fürst ebenfalls 1931 in Würzburg. Es folgten Verpflichtungen an Bühnen in München (Kammerspiele 1932/33), Stettin (1933 bis 1937), Berlin (Schiller-Theater, 1937/38), Hamburg (Deutsches Schauspielhaus 1938 bis 1941), Düsseldorf (1941 bis 1952), Kiel (1952 bis 1956), Dortmund (1957/58) und schließlich Krefeld (ab 1958). Im Anschluss daran war Heinrich Fürst freischaffend tätig und unternahm Gastspielreisen.
Zu den Bühnenhauptrollen, die Fürst spielte, gehörten der Gessler (aus Wilhelm Tell), Philipp II., der Herodes, der Mephisto, der Volpone und Wallenstein. Vor die Kamera trat Heinrich Fürst erst sehr spät, 1960. Man sah ihn vor allem zwischen Ende der 1960er und Ende der 1970er Jahre in einer Reihe von Fernsehspielen – ambitionierte Literaturadaptionen ebenso wie profane Kriminalfilme. Fürst übernahm auch Synchronaufgaben (1946 bis 1952 im Atelier Remagen) und war für den Hörfunk tätig.

## Filmografie
- 1960: Der Tod im Apfelbaum
- 1965: Wovon die Menschen leben
- 1967: Ein Mann namens Harry Brent
- 1968: Schinderhannes
- 1968: Ein Bürger von Calais
- 1969: Das Haus Lunjowo
- 1970: Ein Mädchen
- 1972: Oscar Wilde
- 1978: Tatort: Der Mann auf dem Hochsitz
- 1978/79: Unternehmen Rentnerkommune
- 1981: Tatort: Grenzgänger